# Stazione di Cosenza (FCL)
La stazione di Cosenza (FCL) era, fino al 1989, la stazione principale e terminale di Cosenza della Ferrovia Cosenza-Catanzaro, a scartamento ridotto delle Ferrovie Calabro Lucane; è stata sostituita dalla fermata passante di Cosenza Centro dopo l'apertura della nuova stazione di Cosenza Vaglio Lise.

## Storia

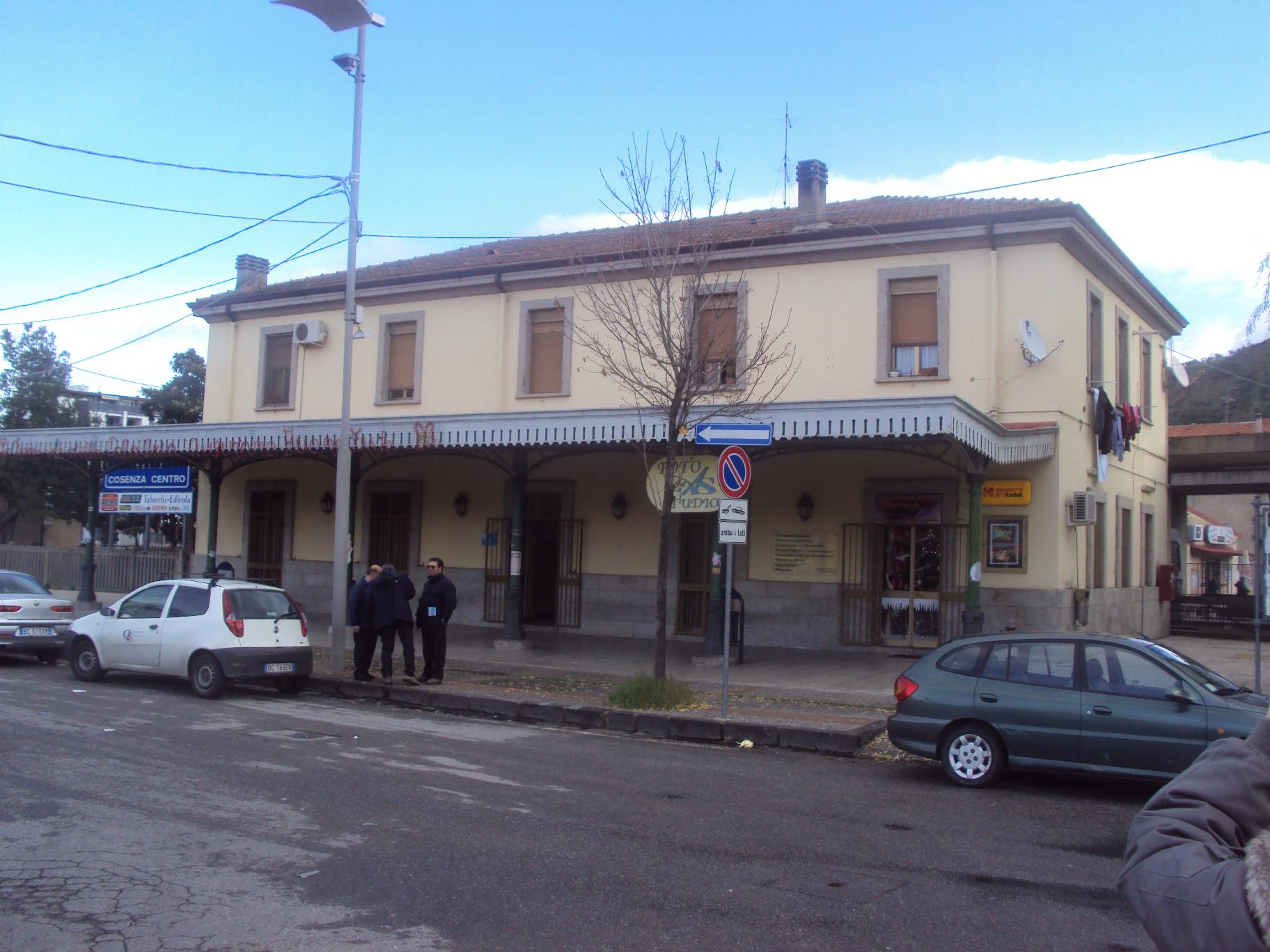
L'ex piazzale della stazione

La stazione ebbe origine nell'ambito del programma di costruzioni ferroviarie attuato agli inizi del XX secolo dalla società Mediterranea Calabro-Lucane. La prima tratta della linea per Catanzaro, di 23,24 km tra Cosenza e Rogliano, venne aperta il 9 febbraio 1916 utilizzando parzialmente i lavori preliminari della ferrovia a scartamento ordinario per Nocera Terinese  che, prevista dalla Legge Baccarini del 1879 non era stata più completata. Dato che si trattava di un'altra amministrazione ferroviaria non si ritenne di usare la stazione di Cosenza (1877) già esistente (con il doppio scartamento) ma si costruì una nuova stazione affiancata al Deposito Locomotive di Cosenza delle Ferrovie dello Stato e quindi da esso separata fisicamente anche dalla stazione FS. La mancanza di intercomunicazione non giovò certamente all'integrazione del traffico. Per trasferirsi da una stazione all'altra occorreva fare un lungo giro sulla strada esterna.
Dal 1922 la stazione accrebbe la sua importanza dato che accomunò il traffico da e per la linea per Camigliatello, che si diramava a Pedace, e dal 1954 anche per San Giovanni in Fiore.
Nel 1987 la stazione di Cosenza delle Ferrovie dello Stato venne arretrata in località Vaglio Lise. Il 16 dicembre di due anni dopo anche le Ferrovie Calabro Lucane vennero attestate al nuovo capolinea; per la stazione di Cosenza FCL si spostarono i binari sul lato est del fabbricato viaggiatori, ridenominando l'impianto in "Cosenza Centro".

## Strutture e impianti
La stazione constava di un fabbricato di classico stile ferroviario con 5 luci e a due elevazioni. Sul primo binario era presente anche la pensilina non prevista sul secondo, anch'esso di servizio viaggiatori. Gli altri due binari erano di servizio merci e manovra. Affiancati al fabbricato principale di stazione si trovavano, sul lato sud, il fabbricato dei servizi e, sul lato nord, il magazzino merci. A nord di esso un fascio binari di ricovero merci e il deposito delle locomotive con i suoi impianti di rifornimento e manutenzione. A seguito della parziale dismissione è variata anche la disposizione e il numero dei binari ora due e passanti posti ad est dell'antico fabbricato.

## Cosenza Centro
La stazione di Cosenza Centro è il termine dell'unica linea a doppio binario della rete FC, quella che da Vaglio Lise conduce proprio al Centro, e perciò importante ai fini del servizio urbano. Conta in tutto ben 42 coppie di treni coprenti le relazioni Cosenza - Rogliano, Cosenza - Spezzano della Sila e Cosenza - Cosenza Centro. È inoltre presenziata da capostazione, e permette un immediato interscambio con il sistema bus urbano, avente capolinea proprio di fronte alla stazione.